# Драгаловци
Драгаловци су насељено мјесто у општини Станари, Република Српска, БиХ. Према попису становништва из 2013, у насељу је живјело 396 становника.

## Становништво
| Демографија | Демографија | Демографија |
| Година      | Становника  | Становника  |
| ----------- | ----------- | ----------- |
| 1971.       | 1.204       |             |
| 1981.       | 1.312       |             |
| 1991.       | 1.018       |             |

## Знамените личности
- Индира Радић, српска поп–фолк певачица